# Дермі
Дермі (алб. Dhërmi) або Дрімадес (грец. Δρυμάδες) — грецьке село на південному заході Албанії, на узбережжі Іонічного моря.

## Етимологія
Вважається що назва села походить від грецького слова «Дрімадес (Drimadhes)», що означає «дуб», і пов'язане з природною рослинністію регіону.

## Розташування
Входить в округ Вльора і область Вльора. Одне з семи сіл, що адміністративно належать муніципалітету міста Хімара. Дрімадес розташований за 42 км від міста Авлон (Вльора), приблизно на такій же відстані від округу Саранда і за 60 км від грецького кордону. Село побудовано на висоті 200 метрів над рівнем моря, на схилі гір Керавн (алб. Malet e Vetëtimës), які оточують його з півночі і північного заходу. З південно-західного боку Дермі розташована вершина Чіка гори Акрокеравнія, яка спускається в Іонічне море. На південь, на невеликій відстані розташований грецький острів Керкіра. Село включає в себе 3 квартали (Гілек, Каламі, Контрак) і власне сам Дрімадес. На малій відстані від нього розташоване село Паласа (грец. Παλάσα). Жителі Дрімадеса розмовляють на хімарскому діалекті грецької мови, який характерний присутністю в ньому архаїчних елементів, багато з яких не збереглися в офіційній мові сучасної Греції і в багатьох інших грецьких діалектах.

## Економіка
Основним видом діяльності є туризм. Дермі є відомим туристичним центром в регіоні Середземномор'я. Крім того, село вважається привабливим для албанської молоді як місце нічних розваг.

## Релігія
Основною релігією жителів Дермі є православна віра. Православ'я тут було поширене навіть в умовах атеїзму в період 1967—1990 років. Дермі має більш ніж 30 релігійних об'єктів — церков і каплиць, приблизно 1 церква припадає на кожних 20 домогосподарств. Є три монастирі на території села. На свято Марії, 15 серпня, тут проходить фестиваль.

## Історія
Регіон населений з давнини. Хімара, до якої належить Дрімадес, населявся грецьким епірським плем'ям Хаон. Після падіння Візантії, в османський період, перша грецька школа в селі почала функціонувати в 1682 році, за підтримки грецького православного єпископа Хімара. У XVIII столітті почала функціонувати ще одна грецька школа — Школа Візілоса, фінансована цим місцевим грецьким меценатом. У період 1898—1899 в селі функціонували 3 грецькі школи (початкова, середня і жіноча).
У Першу Балканську війну, 5 листопада 1912 року, Хімара була зайнята невеликим грецьким десантом, під командуванням хімаріота Спіроса Спіроміліоса та за підтримки місцевого грецького населення. Жителі Дрімадеса надали підтримку Спіроміліосу в розширенні грецького плацдарму, з метою возз'єднання регіону з Грецією. Грецька армія пішла з регіону, бо згідно з умовами Флорентійського протоколу від 17 грудня 1913 року, регіон відходив до щойно створеної держави Албанія. Настав період самопроголошеної грецької Автономної Республіки Північного Епіру. Грецькі сепаратисти вистояли у військовому протистоянні з албанцями, але регіон був втрачений для Греції з початком Першої світової війни і його окупації італійськими та французькими силами. У період Другої світової війни, переслідуючи італійську армію, яка вторглася в Грецію з союзної італійцям Албанії, грецька армія знову зайняла Хімару і Дрімадес (Битва при Хімарі) 22 грудня 1940 року. Армія зустрічається з ентузіазмом грецьким населенням. Однак після того як в квітні 1941 року на допомогу італійцям прийшла гітлерівська Німеччина, що вторглася до Греції з союзної їй Болгарії і вийшла в тил грецьким дивізіям в Албанії, грецька армія була змушена, у черговий раз, піти з регіону.
У 1960-х роках, було побудовано ряд туристичних об'єктів для комуністичної еліти країни. Після року 1990 року більшість жителів емігрували до Греції.

## Знесення церкви Святого Афанасія
У серпні 2015 року Дрімадес отримав сумну популярність, після того як албанська влада, у ході нічної операції (на світанку) знесла православну церкву Святого Афанасія. Перша православна церква Святого Афанасія була побудована в 1671 році, але була знесена атеїстичним режимом Е. Ходжа в 1972 році, у ході гонінь як на грецьку меншину, так і на Православ'я в Албанії. З падінням режиму Ходжі, жителі самі побудували в 1991 році маленьку церкву Святого Афанасія, яка служила їм до серпня 2015 року. Албанська влада аргументувала свій крок тим, що має намір побудувати на цьому місці пам'ятник католицькому ченцеві Нілу Каталані, який в 1693 році служив в Дрімадесі, сприяючи поширенню католицизму і внісши свій вкоад в албанську мову. При цьому албанський прем'єр Еді Рама заявив, що знесення церкви є внутрішньою справою його країни, охарактеризував знесений храм «гаражем». Крім протестів населення і Албанської православної церкви, з офіційним протестом виступив і МЗС Греції.

## Пам'ятки
- Алевра
- Гавань Граммата
- Печера пірата
- Церква Богородиці
- Церква Святого Стефана
- Церква Святого Андрія

## Відомі уродженці
- Панос Бідзіліс (грец. Πάνος Μπιτζίλης) — грецький революціонер XVIII століття
- Петро Маркос (грец. Πέτρο Μάρκος) — албанський письменник, що вважається основоположником сучасної албанської прози. Боєць інтернаціональних бригад під час громадянської війни в Іспанії.